# (1780) Kippes
(1780) Kippes – planetoida z pasa głównego planetoid okrążająca Słońce w ciągu 5 lat i 90 dni w średniej odległości 3,02 au. Została odkryta 12 września 1906 roku w Landessternwarte Heidelberg-Königstuhl w Heidelbergu przez Augusta Kopffa. Nazwa planetoidy pochodzi od Otto Kippesa (1905–1994), niemieckiego pastora i astronoma amatora. Przed jej nadaniem planetoida nosiła oznaczenie tymczasowe (1780) A906 RA.